# Liste der Nummer-eins-Hits in Deutschland (2023)
Dies ist eine Liste der Nummer-eins-Hits in Deutschland im Jahr 2023. Die Single- und Albumcharts werden von GfK Entertainment wöchentlich zusammengestellt. Sie berücksichtigen den Verkauf von Tonträgern und Downloads sowie bezahltes Streaming.

## Singles
| ← 2022 ← | Liste der Nummer-eins-Hits in Deutschland | Liste der Nummer-eins-Hits in Deutschland   | Liste der Nummer-eins-Hits in Deutschland | 2024 → |
| \| Zeitraum \| Wo. ges. \| Interpret \| Titel Autor(en) \| Zusätzliche Informationen \| \| (Zeitraum, Wochen auf Platz eins, Interpret, Titel, Autor[en], zusätzliche Informationen) \| \| \| \| \| \| ----------------------------------------------------------------------------------------- \| -------- \| ------------------------------------------- \| --------------------------------------------------------------------------------------------------------------------------------------------------------------------------------------------------------------------- \| ---------------------------------------------------------------------------------------------------------------------------------------------------------------------------------------------------------------------------------------------------------------------------------------------------------------------------------------------------------------------------------------------------------------------------------------------------------------------------------------------------------------------------------------------------------------------------------------------------------------------------------------------------------------------------------------------------------------------------------------------------------------------------------------------------------------------------------------------------------- \| \| 30. Dezember 2022 – 5. Januar 2023 1 Woche (insgesamt 4) \| 4 \| Wham! \| Last Christmas George Michael \| – \| \| 6. Januar 2023 – 12. Januar 2023 1 Woche \| 1 \| David Guetta & Bebe Rexha \| I’m Good (Blue) Bleta Rexha, Pierre David Guetta, Camille Angelina Purcell, Massimo Gabutti, Maurizio Lobina, Gianfranco Randone, Philip John Plested \| Während das Lied bereits im September 2022 Platz drei erreichte, stieg es erst durch Unterstützung des Jahreswechsels auf Position eins der deutschen Singlecharts. David Guetta steht zum fünften Mal an der Spitze der Charts, Bebe Rexha hingegen zum ersten Mal. Das im Lied gesampelte Stück Blue (Da Ba Dee) von Eiffel 65 erreichte bereits 1999 Platz eins. \| \| 13. Januar 2023 – 26. Januar 2023 2 Wochen \| 2 \| Ayliva feat. Mero \| Sie weiß Elif Akar, Mehmet Erdem Eroglue, Samuele Frijo, Kai Kotucz, Thomas Riese, Enes Meral \| Nach einigen Charterfolgen und einem Top-10-Album im Jahr 2022 erreicht die Sängerin zum ersten Mal die Spitze der deutschen Singlecharts. Mero erzielt bereits seinen sechsten Nummer-eins-Hit, zuletzt 2019. \| \| 27. Januar 2023 – 2. Februar 2023 1 Woche \| 1 \| Miley Cyrus \| Flowers Miley Ray Cyrus, Gregory Aldae Hein, Michael Pollack \| Zum ersten Mal in ihrer 17-jährigen Musikkarriere erreicht die US-amerikanische Sängerin die Spitze der deutschen Singlecharts. Zuvor stieg lediglich die Single Wrecking Ball (2013) bis in die Top 10 der Charts. Die Produzenten Kid Harpoon und Tyler Johnson stehen nach As It Was im Vorjahr bereits zum zweiten Mal auf Platz eins. \| \| 3. Februar 2023 – 6. April 2023 9 Wochen (insgesamt 21) \| 21 \| Udo Lindenberg & Apache 207 \| Komet Christopher Brenner, Udo Lindenberg, Lennard Oestmann, Aris Pehlivanian, Marco Tscheschlok, Volkan Yaman \| Nachdem der Song sich in der Debütwoche noch mit Platz zwei begnügen musste, erreicht er nun die Spitze. Lindenberg steht damit in seiner 54-jährigen Karriere zum ersten Mal als Solokünstler auf Platz eins der deutschen Singlecharts und wird auch zum ältesten Solokünstler an der Chartspitze (der älteste überhaupt ist Charlie Watts durch die Rolling Stones). Für Apache 207 ist es bereits die elfte Nummer-eins-Platzierung. In der Chartwoche vom 21. Juli 2023 überholte Komet mit 18 Wochen Rivers of Babylon (Boney M.) und Despacito (Luis Fonsi feat. Daddy Yankee) als am häufigsten auf Rang eins platzierte Lieder seit Einführung der wöchentlichen Singlecharts 1971. Eine Woche zuvor überholte der Song bereits Matthias Reims Verdammt, ich lieb’ Dich als am häufigsten an der Spitze platziertes deutschsprachiges Lied.[1][2] \| \| 7. April 2023 – 13. April 2023 1 Woche \| 1 \| RAF Camora feat. Luciano \| All Night Patrick Jamal Großmann, Mohamad Hoteit, David Kraft, Raphael Ragucci, Tim Wilke, Pascal Wölki \| Der österreichische Rapper RAF Camora schafft es zum fünften Mal an die Spitze der deutschen Singlecharts. Für Luciano ist es die sechste Nummer-eins-Platzierung. Das Produzenten-Duo The Cratez erreicht bereits zum 18. Mal Rang eins. \| \| 14. April 2023 – 27. April 2023 2 Wochen (insgesamt 21) \| 21 \| Udo Lindenberg & Apache 207 \| Komet Christopher Brenner, Udo Lindenberg, Lennard Oestmann, Aris Pehlivanian, Marco Tscheschlok, Volkan Yaman \| – \| \| 28. April 2023 – 4. Mai 2023 1 Woche \| 1 \| Twenty4tim \| Icecream El B, Jan Phillip Bednorz, Merty Bert, Martin Ody, Orry Jackson, Tim Kampmann, Genesis Sniper \| Nach seinen vorherigen Top-2-Erfolgen im Vorjahr erreicht der Influencer mit seiner erst vierten Veröffentlichung bereits zum zweiten Mal die Spitze der deutschen Singlecharts. Einen großen Anteil am Nummer-eins-Erfolg in den umsatzorientierten Singlecharts hatte hierbei, wie bereits bei den Singles Gönn dir und Galaxie, der Verkauf tausender limitierter „Fan-Bundles“, die Merchandise beinhalteten. In der Folgewoche fiel der Song aus den Top 100, was zuvor nur den Ärzten mit True Romance, Mariah Carey mit All I Want for Christmas Is You, Katja Krasavice mit Pussy Power sowie Wham! mit Last Christmas passierte. \| \| 5. Mai 2023 – 1. Juni 2023 4 Wochen (insgesamt 21) \| 21 \| Udo Lindenberg & Apache 207 \| Komet Christopher Brenner, Udo Lindenberg, Lennard Oestmann, Aris Pehlivanian, Marco Tscheschlok, Volkan Yaman \| – \| \| 2. Juni 2023 – 8. Juni 2023 1 Woche \| 1 \| Twenty4tim feat. Kitty Kat \| Hot or Not Jan Philipp Bednorz, David Bonk, Orry Jackson, Tim Kampmann, Katharina Löwel \| Nur einen Monat nach seinem zweiten Chartstürmer erreicht der Influencer bereits zum dritten Mal die Spitze der deutschen Singlecharts. Rapperin Kitty Kat steht zum zweiten Mal als Interpretin sowie zum dritten Mal als Autorin auf Platz eins. Der Erfolg wird abermals gestützt durch den Verkauf tausender limitierter „Fan-Bundles“, die Merchandise beinhalteten. Ebenso wie der Vorgänger fiel auch Hot or Not in der Folgewoche aus den Top 100. \| \| 9. Juni 2023 – 6. Juli 2023 4 Wochen \| 4 \| Ski Aggu feat. Joost & Otto Waalkes \| Friesenjung Vieze Asbak, Teun de Kruif, August Jean Diederich, Neil Dorfsman, Bernd Eilert, Joost Klein, Gordon Matthew Thomas Sumner, Otto Gerhard Waalkes \| Nach einem erfolgreichen Charteintritt in der Vorwoche auf Platz drei erreicht das Lied schließlich die Spitze der Charts. Alle Beteiligten stehen somit zum ersten Mal auf Platz eins der deutschen Singlecharts. Rapper Joost gelingt dies auf Anhieb mit seinem ersten Charteintritt überhaupt, für den Komiker Otto ist es in seiner etwa 50-jährigen Karriere die zweite Single in den Charts sowie die erste auf Platz eins. \| \| 7. Juli 2023 – 17. August 2023 6 Wochen (insgesamt 21) \| 21 \| Udo Lindenberg & Apache 207 \| Komet Christopher Brenner, Udo Lindenberg, Lennard Oestmann, Aris Pehlivanian, Marco Tscheschlok, Volkan Yaman \| – \| \| 18. August 2023 – 24. August 2023 1 Woche \| 1 \| Kontra K feat. Lana Del Rey \| Summertime Thilo Brandt, Maximilian Diehn, Elizabeth Woolridge Grant, Emile Haynie, Rick Nowels, Konstantin Scherer, Vincent Stein \| Während der Rapper zum ersten Mal auf Platz eins in den deutschen Singlecharts steht, ist es für Del Rey der zweite Nummer-eins-Erfolg nach Video Games (2011). Der Originalsong Summertime Sadness, hier als Sample verwendet, erreichte bereits 2012 Platz vier der Charts. \| \| 25. August 2023 – 31. August 2023 1 Woche \| 1 \| Luca-Dante Spadafora, Niklas Dee & Octavian \| Mädchen auf dem Pferd Daniel Faust, Peter Plate, Ulf Leo Sommer \| Nur wenige Tage zuvor zum Sommerhit des Jahres in den deutschen Charts gewählt worden, erreicht es nach mehreren Wochen Platz zwei schließlich auch die Spitze der deutschen Singlecharts. Für alle beteiligten Interpreten ist es die erste Nummer-eins-Platzierung in Deutschland. \| \| 1. September 2023 – 12. Oktober 2023 6 Wochen \| 6 \| Sira feat. Bausa & Badchieff \| 9 bis 9 Shivan Darouiche, Leon Kirschnek, Julian Otto, Aris Apkar Aram Pehlivanian \| Während Bausa nach Was du Liebe nennst (2017) und Madonna (2021) bereits seinen dritten Nummer-eins-Hit erzielt, ist es für alle weiteren Beteiligten die erste Nummer-eins-Platzierung in den deutschen Charts. Produzent Southstar steht zum ersten Mal als Autor und Produzent auf Platz eins der Charts. \| \| 13. Oktober 2023 – 19. Oktober 2023 1 Woche \| 1 \| Ayliva \| Hässlich Elif Akar, Samuele Frijo, Kai Kotucz, Marcel Uhde \| Obwohl der Song nur als Albumtrack in die Charts einstieg, erreicht er nach wenigen Wochen die Spitze der deutschen Singlecharts. Nach Sie weiß erreicht die Sängerin sowohl im Jahr 2023 als auch insgesamt zum zweiten Mal Platz eins, sowie zum ersten Mal als Solokünstlerin. \| \| 20. Oktober 2023 – 26. Oktober 2023 1 Woche (insgesamt 2) \| 2 \| Cassö feat. D-Block Europe & Raye \| Prada Adam Nathaniel Williams, Ricky Earl Banton, Rachel Keen, Jahmori Simmons, Obi Ebele, Uche Ebele \| Die neu veröffentlichte Remixversion von Ferrari Horses aus dem Jahr 2020 beschert allen Beteiligten die erste Nummer-eins-Platzierung in den deutschen Singlecharts. \| \| 27. Oktober 2023 – 2. November 2023 1 Woche \| 1 \| Íñigo Quintero \| Si no estás Íñigo Quintero \| Nur wenige Wochen nach seinem Chartdebüt erreicht der virale Hit des Newcomers aus Spanien nach Österreich und der Schweiz auch in Deutschland die Spitze der Singlecharts. \| \| 3. November 2023 – 9. November 2023 1 Woche \| 1 \| RAF Camora feat. Ski Aggu \| Liebe Grüße Coolpacc, August Jean Diederich, Tony Hendrik, Mohamad Hoteit, Kevin Lucas Kozicki, David Kraft, Moritz Leppers, Alex Gregory Mullarkey, Joshua Neel Pinter, Raphael Ragucci, Karin van Haaren, Tim Wilke \| Während Ski Aggu wenige Monate nach seinem ersten Nummer-eins-Erfolg Friesenjung das zweite Mal auf Platz eins steht, ist es für RAF Camora bereits das sechste Mal an der Spitze der deutschen Singlecharts. Beide Künstler erreichen ihren jeweils zweiten Nummer-eins-Hit in diesem Jahr. Das Produzenten-Duo The Cratez kommt auf den 19. Nummer-eins-Hit und den zweiten im Jahr 2023. \| \| 10. November 2023 – 16. November 2023 1 Woche \| 1 \| The Beatles \| Now and Then George Harrison, John Lennon, Paul McCartney, Ringo Starr \| Das letzte aufgenommene Lied der Beatles erreicht über 50 Jahre nach deren Auflösung und 54 Jahre nach ihrem letztmaligen Nummer-eins-Erfolg ebenfalls Platz eins der deutschen Singlecharts. Für die Band ist es somit der zwölfte Nummer-eins-Hit in Deutschland. \| \| 17. November 2023 – 23. November 2023 1 Woche \| 1 \| Kontra K feat. Santos \| Die Sonne Thilo Brandt, Maximilian Diehn, Konstantin Scherer, Vincent Stein, Nico Wellenbrink \| Während Kontra K bereits seinen zweiten Nummer-eins-Hit in diesem Jahr und insgesamt erzielt, ist es für Musiker Nico Santos, hier unter seinem Pseudonym Santos für deutschsprachige Lieder ausgewiesen, nach zahlreichen Charterfolgen die erste Nummer-eins-Platzierung in den deutschen Charts überhaupt. \| \| 24. November 2023 – 30. November 2023 1 Woche (insgesamt 2) \| 2 \| Cassö feat. D-Block Europe & Raye \| Prada Adam Nathaniel Williams, Ricky Earl Banton, Rachel Keen, Jahmori Simmons, Obi Ebele, Uche Ebele \| – \| \| 1. Dezember 2023 – 7. Dezember 2023 1 Woche \| 1 \| Helene Fischer \| Atemlos durch die Nacht Kristina Bach \| Zehn Jahre nach dem Erfolg des Originalliedes erreicht es dank einer Remixversion mit Shirin David zum ersten Mal die Spitze der deutschen Singlecharts. Zum Veröffentlichungszeitpunkt 2013 stieg das Lied bis auf Position drei. Für Fischer ist es der erste Nummer-eins-Erfolg in den deutschen Singlecharts. \| \| 8. Dezember 2023 – 4. Januar 2024 4 Wochen (insgesamt 21) \| 21 \| Mariah Carey \| All I Want for Christmas Is You Walter Afanasieff, Mariah Carey \| – \| |                                           |                                             | | |
| ← 2022 |                                           |                                             | | → 2024 → |
| Zeitraum | Wo. ges.                                  | Interpret                                   | Titel Autor(en) | Zusätzliche Informationen |
| (Zeitraum, Wochen auf Platz eins, Interpret, Titel, Autor[en], zusätzliche Informationen) |                                           |                                             | | |
| 30. Dezember 2022 – 5. Januar 2023 1 Woche (insgesamt 4) | 4                                         | Wham!                                       | Last Christmas George Michael | – |
| 6. Januar 2023 – 12. Januar 2023 1 Woche | 1                                         | David Guetta & Bebe Rexha                   | I’m Good (Blue) Bleta Rexha, Pierre David Guetta, Camille Angelina Purcell, Massimo Gabutti, Maurizio Lobina, Gianfranco Randone, Philip John Plested                                                                 | Während das Lied bereits im September 2022 Platz drei erreichte, stieg es erst durch Unterstützung des Jahreswechsels auf Position eins der deutschen Singlecharts. David Guetta steht zum fünften Mal an der Spitze der Charts, Bebe Rexha hingegen zum ersten Mal. Das im Lied gesampelte Stück Blue (Da Ba Dee) von Eiffel 65 erreichte bereits 1999 Platz eins. |
| 13. Januar 2023 – 26. Januar 2023 2 Wochen | 2                                         | Ayliva feat. Mero                           | Sie weiß Elif Akar, Mehmet Erdem Eroglue, Samuele Frijo, Kai Kotucz, Thomas Riese, Enes Meral | Nach einigen Charterfolgen und einem Top-10-Album im Jahr 2022 erreicht die Sängerin zum ersten Mal die Spitze der deutschen Singlecharts. Mero erzielt bereits seinen sechsten Nummer-eins-Hit, zuletzt 2019. |
| 27. Januar 2023 – 2. Februar 2023 1 Woche | 1                                         | Miley Cyrus                                 | Flowers Miley Ray Cyrus, Gregory Aldae Hein, Michael Pollack | Zum ersten Mal in ihrer 17-jährigen Musikkarriere erreicht die US-amerikanische Sängerin die Spitze der deutschen Singlecharts. Zuvor stieg lediglich die Single Wrecking Ball (2013) bis in die Top 10 der Charts. Die Produzenten Kid Harpoon und Tyler Johnson stehen nach As It Was im Vorjahr bereits zum zweiten Mal auf Platz eins. |
| 3. Februar 2023 – 6. April 2023 9 Wochen (insgesamt 21) | 21                                        | Udo Lindenberg & Apache 207                 | Komet Christopher Brenner, Udo Lindenberg, Lennard Oestmann, Aris Pehlivanian, Marco Tscheschlok, Volkan Yaman | Nachdem der Song sich in der Debütwoche noch mit Platz zwei begnügen musste, erreicht er nun die Spitze. Lindenberg steht damit in seiner 54-jährigen Karriere zum ersten Mal als Solokünstler auf Platz eins der deutschen Singlecharts und wird auch zum ältesten Solokünstler an der Chartspitze (der älteste überhaupt ist Charlie Watts durch die Rolling Stones). Für Apache 207 ist es bereits die elfte Nummer-eins-Platzierung. In der Chartwoche vom 21. Juli 2023 überholte Komet mit 18 Wochen Rivers of Babylon (Boney M.) und Despacito (Luis Fonsi feat. Daddy Yankee) als am häufigsten auf Rang eins platzierte Lieder seit Einführung der wöchentlichen Singlecharts 1971. Eine Woche zuvor überholte der Song bereits Matthias Reims Verdammt, ich lieb’ Dich als am häufigsten an der Spitze platziertes deutschsprachiges Lied. |
| 7. April 2023 – 13. April 2023 1 Woche | 1                                         | RAF Camora feat. Luciano                    | All Night Patrick Jamal Großmann, Mohamad Hoteit, David Kraft, Raphael Ragucci, Tim Wilke, Pascal Wölki | Der österreichische Rapper RAF Camora schafft es zum fünften Mal an die Spitze der deutschen Singlecharts. Für Luciano ist es die sechste Nummer-eins-Platzierung. Das Produzenten-Duo The Cratez erreicht bereits zum 18. Mal Rang eins. |
| 14. April 2023 – 27. April 2023 2 Wochen (insgesamt 21) | 21                                        | Udo Lindenberg & Apache 207                 | Komet Christopher Brenner, Udo Lindenberg, Lennard Oestmann, Aris Pehlivanian, Marco Tscheschlok, Volkan Yaman | – |
| 28. April 2023 – 4. Mai 2023 1 Woche | 1                                         | Twenty4tim                                  | Icecream El B, Jan Phillip Bednorz, Merty Bert, Martin Ody, Orry Jackson, Tim Kampmann, Genesis Sniper | Nach seinen vorherigen Top-2-Erfolgen im Vorjahr erreicht der Influencer mit seiner erst vierten Veröffentlichung bereits zum zweiten Mal die Spitze der deutschen Singlecharts. Einen großen Anteil am Nummer-eins-Erfolg in den umsatzorientierten Singlecharts hatte hierbei, wie bereits bei den Singles Gönn dir und Galaxie, der Verkauf tausender limitierter „Fan-Bundles“, die Merchandise beinhalteten. In der Folgewoche fiel der Song aus den Top 100, was zuvor nur den Ärzten mit True Romance, Mariah Carey mit All I Want for Christmas Is You, Katja Krasavice mit Pussy Power sowie Wham! mit Last Christmas passierte. |
| 5. Mai 2023 – 1. Juni 2023 4 Wochen (insgesamt 21) | 21                                        | Udo Lindenberg & Apache 207                 | Komet Christopher Brenner, Udo Lindenberg, Lennard Oestmann, Aris Pehlivanian, Marco Tscheschlok, Volkan Yaman | – |
| 2. Juni 2023 – 8. Juni 2023 1 Woche | 1                                         | Twenty4tim feat. Kitty Kat                  | Hot or Not Jan Philipp Bednorz, David Bonk, Orry Jackson, Tim Kampmann, Katharina Löwel | Nur einen Monat nach seinem zweiten Chartstürmer erreicht der Influencer bereits zum dritten Mal die Spitze der deutschen Singlecharts. Rapperin Kitty Kat steht zum zweiten Mal als Interpretin sowie zum dritten Mal als Autorin auf Platz eins. Der Erfolg wird abermals gestützt durch den Verkauf tausender limitierter „Fan-Bundles“, die Merchandise beinhalteten. Ebenso wie der Vorgänger fiel auch Hot or Not in der Folgewoche aus den Top 100. |
| 9. Juni 2023 – 6. Juli 2023 4 Wochen | 4                                         | Ski Aggu feat. Joost & Otto Waalkes         | Friesenjung Vieze Asbak, Teun de Kruif, August Jean Diederich, Neil Dorfsman, Bernd Eilert, Joost Klein, Gordon Matthew Thomas Sumner, Otto Gerhard Waalkes                                                           | Nach einem erfolgreichen Charteintritt in der Vorwoche auf Platz drei erreicht das Lied schließlich die Spitze der Charts. Alle Beteiligten stehen somit zum ersten Mal auf Platz eins der deutschen Singlecharts. Rapper Joost gelingt dies auf Anhieb mit seinem ersten Charteintritt überhaupt, für den Komiker Otto ist es in seiner etwa 50-jährigen Karriere die zweite Single in den Charts sowie die erste auf Platz eins. |
| 7. Juli 2023 – 17. August 2023 6 Wochen (insgesamt 21) | 21                                        | Udo Lindenberg & Apache 207                 | Komet Christopher Brenner, Udo Lindenberg, Lennard Oestmann, Aris Pehlivanian, Marco Tscheschlok, Volkan Yaman | – |
| 18. August 2023 – 24. August 2023 1 Woche | 1                                         | Kontra K feat. Lana Del Rey                 | Summertime Thilo Brandt, Maximilian Diehn, Elizabeth Woolridge Grant, Emile Haynie, Rick Nowels, Konstantin Scherer, Vincent Stein                                                                                    | Während der Rapper zum ersten Mal auf Platz eins in den deutschen Singlecharts steht, ist es für Del Rey der zweite Nummer-eins-Erfolg nach Video Games (2011). Der Originalsong Summertime Sadness, hier als Sample verwendet, erreichte bereits 2012 Platz vier der Charts. |
| 25. August 2023 – 31. August 2023 1 Woche | 1                                         | Luca-Dante Spadafora, Niklas Dee & Octavian | Mädchen auf dem Pferd Daniel Faust, Peter Plate, Ulf Leo Sommer | Nur wenige Tage zuvor zum Sommerhit des Jahres in den deutschen Charts gewählt worden, erreicht es nach mehreren Wochen Platz zwei schließlich auch die Spitze der deutschen Singlecharts. Für alle beteiligten Interpreten ist es die erste Nummer-eins-Platzierung in Deutschland. |
| 1. September 2023 – 12. Oktober 2023 6 Wochen | 6                                         | Sira feat. Bausa & Badchieff                | 9 bis 9 Shivan Darouiche, Leon Kirschnek, Julian Otto, Aris Apkar Aram Pehlivanian | Während Bausa nach Was du Liebe nennst (2017) und Madonna (2021) bereits seinen dritten Nummer-eins-Hit erzielt, ist es für alle weiteren Beteiligten die erste Nummer-eins-Platzierung in den deutschen Charts. Produzent Southstar steht zum ersten Mal als Autor und Produzent auf Platz eins der Charts. |
| 13. Oktober 2023 – 19. Oktober 2023 1 Woche | 1                                         | Ayliva                                      | Hässlich Elif Akar, Samuele Frijo, Kai Kotucz, Marcel Uhde | Obwohl der Song nur als Albumtrack in die Charts einstieg, erreicht er nach wenigen Wochen die Spitze der deutschen Singlecharts. Nach Sie weiß erreicht die Sängerin sowohl im Jahr 2023 als auch insgesamt zum zweiten Mal Platz eins, sowie zum ersten Mal als Solokünstlerin. |
| 20. Oktober 2023 – 26. Oktober 2023 1 Woche (insgesamt 2) | 2                                         | Cassö feat. D-Block Europe & Raye           | Prada Adam Nathaniel Williams, Ricky Earl Banton, Rachel Keen, Jahmori Simmons, Obi Ebele, Uche Ebele | Die neu veröffentlichte Remixversion von Ferrari Horses aus dem Jahr 2020 beschert allen Beteiligten die erste Nummer-eins-Platzierung in den deutschen Singlecharts. |
| 27. Oktober 2023 – 2. November 2023 1 Woche | 1                                         | Íñigo Quintero                              | Si no estás Íñigo Quintero | Nur wenige Wochen nach seinem Chartdebüt erreicht der virale Hit des Newcomers aus Spanien nach Österreich und der Schweiz auch in Deutschland die Spitze der Singlecharts. |
| 3. November 2023 – 9. November 2023 1 Woche | 1                                         | RAF Camora feat. Ski Aggu                   | Liebe Grüße Coolpacc, August Jean Diederich, Tony Hendrik, Mohamad Hoteit, Kevin Lucas Kozicki, David Kraft, Moritz Leppers, Alex Gregory Mullarkey, Joshua Neel Pinter, Raphael Ragucci, Karin van Haaren, Tim Wilke | Während Ski Aggu wenige Monate nach seinem ersten Nummer-eins-Erfolg Friesenjung das zweite Mal auf Platz eins steht, ist es für RAF Camora bereits das sechste Mal an der Spitze der deutschen Singlecharts. Beide Künstler erreichen ihren jeweils zweiten Nummer-eins-Hit in diesem Jahr. Das Produzenten-Duo The Cratez kommt auf den 19. Nummer-eins-Hit und den zweiten im Jahr 2023. |
| 10. November 2023 – 16. November 2023 1 Woche | 1                                         | The Beatles                                 | Now and Then George Harrison, John Lennon, Paul McCartney, Ringo Starr | Das letzte aufgenommene Lied der Beatles erreicht über 50 Jahre nach deren Auflösung und 54 Jahre nach ihrem letztmaligen Nummer-eins-Erfolg ebenfalls Platz eins der deutschen Singlecharts. Für die Band ist es somit der zwölfte Nummer-eins-Hit in Deutschland. |
| 17. November 2023 – 23. November 2023 1 Woche | 1                                         | Kontra K feat. Santos                       | Die Sonne Thilo Brandt, Maximilian Diehn, Konstantin Scherer, Vincent Stein, Nico Wellenbrink | Während Kontra K bereits seinen zweiten Nummer-eins-Hit in diesem Jahr und insgesamt erzielt, ist es für Musiker Nico Santos, hier unter seinem Pseudonym Santos für deutschsprachige Lieder ausgewiesen, nach zahlreichen Charterfolgen die erste Nummer-eins-Platzierung in den deutschen Charts überhaupt. |
| 24. November 2023 – 30. November 2023 1 Woche (insgesamt 2) | 2                                         | Cassö feat. D-Block Europe & Raye           | Prada Adam Nathaniel Williams, Ricky Earl Banton, Rachel Keen, Jahmori Simmons, Obi Ebele, Uche Ebele | – |
| 1. Dezember 2023 – 7. Dezember 2023 1 Woche | 1                                         | Helene Fischer                              | Atemlos durch die Nacht Kristina Bach | Zehn Jahre nach dem Erfolg des Originalliedes erreicht es dank einer Remixversion mit Shirin David zum ersten Mal die Spitze der deutschen Singlecharts. Zum Veröffentlichungszeitpunkt 2013 stieg das Lied bis auf Position drei. Für Fischer ist es der erste Nummer-eins-Erfolg in den deutschen Singlecharts. |
| 8. Dezember 2023 – 4. Januar 2024 4 Wochen (insgesamt 21) | 21                                        | Mariah Carey                                | All I Want for Christmas Is You Walter Afanasieff, Mariah Carey | – |

## Alben
| ← 2022 ← | Liste der Nummer-eins-Alben in Deutschland | Liste der Nummer-eins-Alben in Deutschland | Liste der Nummer-eins-Alben in Deutschland | 2024 → |
| \| Zeitraum \| Wo. ges. \| Interpret \| Titel \| Zusätzliche Informationen \| \| (Zeitraum, Wochen auf Platz eins, Interpret, Titel, zusätzliche Informationen) \| \| \| \| \| \| ------------------------------------------------------------------------------ \| -------- \| -------------------------- \| ----------------------------------- \| ------------------------------------------------------------------------------------------------------------------------------------------------------------------------------------------------------------------------------------------------------------------------------------------------------------------------------------------------- \| \| 30. Dezember 2022 – 5. Januar 2023 1 Woche (insgesamt 5) \| 5 \| Michael Bublé \| Christmas \| – \| \| 6. Januar 2023 – 12. Januar 2023 1 Woche \| 1 \| Lord of the Lost \| Blood & Glitter \| Mit ihrem zehnten Studioalbum erreicht die Dark-Rock-Band zum ersten Mal die Spitze der deutschen Albumcharts. \| \| 13. Januar 2023 – 19. Januar 2023 1 Woche \| 1 \| Daniela Alfinito \| Frei und grenzenlos \| Ihr zwölftes Studioalbum steigt direkt an die Spitze der deutschen Albumcharts. Die Sängerin erreicht damit zum fünften Mal hintereinander sowie insgesamt Platz eins. \| \| 20. Januar 2023 – 26. Januar 2023 1 Woche \| 1 \| Fantasy \| Mitten im Feuer \| Das Schlager-Duo positioniert sich bereits zum sechsten Mal an der Spitze der deutschen Albumcharts. \| \| 27. Januar 2023 – 2. Februar 2023 1 Woche \| 1 \| Die Amigos \| Best Of \| Bereits das 15. Mal besteigen die beiden Schlagermusiker die Spitze der deutschen Albumcharts, jedoch erst zum zweiten Mal mit einer Kompilation. \| \| 3. Februar 2023 – 9. Februar 2023 1 Woche \| 1 \| Mono Inc. \| Ravenblack \| Die deutsche Dark-Rock-Band steht zum zweiten Mal an der Spitze der deutschen Albumcharts. \| \| 10. Februar 2023 – 16. Februar 2023 1 Woche \| 1 \| Donots \| Heut ist ein guter Tag \| Nach fast 30 Jahren Bandbestehen feiert die Band mit ihrem zwölften Studioalbum ihren ersten Nummer-eins-Erfolg in den deutschen Albumcharts. \| \| 17. Februar 2023 – 23. Februar 2023 1 Woche \| 1 \| In Flames \| Foregone \| Die schwedische Metal-Band erzielt nach Sounds of a Playground Fading (2011) ihr zweites Nummer-eins-Album. \| \| 24. Februar 2023 – 2. März 2023 1 Woche \| 1 \| Pink \| Trustfall \| Die neunte Studioveröffentlichung der US-amerikanischen Sängerin ist zugleich ihr drittes Album, das es an die Spitze der deutschen Charts schafft. Zudem gelangte sie mit drei weiteren Alben jeweils bis auf Platz zwei. \| \| 3. März 2023 – 9. März 2023 1 Woche \| 1 \| Nina Chuba \| Glas \| Gleich mit ihrem ersten Studioalbum steigt die Newcomerin auf Platz eins der deutschen Albumcharts ein. \| \| 10. März 2023 – 16. März 2023 1 Woche \| 1 \| AnnenMayKantereit \| Es ist Abend und wir sitzen bei mir \| Nachdem die Band mit ihren beiden vorherigen Alben die Spitzenposition verfehlte, erreicht das vierte Studioalbum wieder Rang eins in den deutschen Albumcharts. Für das Trio ist es die zweite Nummer-eins-Platzierung. \| \| 17. März 2023 – 23. März 2023 1 Woche \| 1 \| Schiller \| Illuminate \| Das Musikprojekt um Christopher von Deylen erzielt bereits sein neuntes Nummer-eins-Album in den deutschen Albumcharts. \| \| 24. März 2023 – 30. März 2023 1 Woche \| 1 \| U2 \| Songs of Surrender \| Die irische Rockband erzielt mit einer Wiederaufnahme ihrer alten Songs zum neunten Mal die Spitze der deutschen Albumcharts. \| \| 31. März 2023 – 13. April 2023 2 Wochen \| 2 \| Depeche Mode \| Memento Mori \| Die erste Veröffentlichung seit dem Tod von Gründungsmitglied und Keyboarder Andy Fletcher beschert der Band die bereits zwölfte Nummer-eins-Platzierung in den deutschen Albumcharts. \| \| 14. April 2023 – 20. April 2023 1 Woche (insgesamt 3) \| 3 \| Linkin Park \| Meteora \| Im Zuge des 20-jährigen Jubiläums ihres zweiten Studioalbums erreicht Linkin Park mit einer Wiederveröffentlichung des Werks erneut die Spitze der deutschen Albumcharts. Exakt 20 Jahre zuvor konnte es sich bereits zwei Wochen auf Platz eins positionieren. \| \| 21. April 2023 – 27. April 2023 1 Woche \| 1 \| Metallica \| 72 Seasons \| Mit ihrem ersten Studioalbum in sieben Jahren steht die Band insgesamt zum zehnten Mal auf Position eins der deutschen Albumcharts sowie bereits zum siebten Mal in Folge. \| \| 28. April 2023 – 4. Mai 2023 1 Woche \| 1 \| Finch \| Dorfdisko zwei \| Mit seiner zweiten Veröffentlichung als Finch und seinem vierten Studioalbum insgesamt schafft es der Rapper zum zweiten Mal an die Spitze der deutschen Albumcharts. Der erste Teil der Dorfdisko-Reihe erreichte im Jahr 2019 Platz zwei. \| \| 5. Mai 2023 – 11. Mai 2023 1 Woche \| 1 \| Bonez MC & Gzuz \| High & hungrig 3 \| Auch die dritte Veröffentlichung der High-&-hungrig-Reihe schafft es bis an die Spitze der deutschen Albumcharts. Zuvor erreichte bereits 2016 Teil zwei die Spitzenposition sowie der erste Teil 2014 Platz neun. \| \| 12. Mai 2023 – 18. Mai 2023 1 Woche \| 1 \| Ed Sheeran \| − \| Nachdem bereits drei seiner Studioveröffentlichungen die Chartspitze erklimmen konnten, erreicht auch das fünfte und letzte Werk der Reihe an Studioalben mit mathematischen Zeichen die Spitze der deutschen Albumcharts. \| \| 19. Mai 2023 – 25. Mai 2023 1 Woche \| 1 \| Reezy \| Mr. Misunderstood \| Nachdem sich der Rapper und Produzent bereits mit all seinen vorherigen Werken jedes Mal charttechnisch verbessern konnte, schafft er es schließlich mit seinem vierten Studioalbum auf Platz eins der deutschen Albumcharts. Damit steht er zum ersten Mal überhaupt auf Platz eins in Deutschland. \| \| 26. Mai 2023 – 1. Juni 2023 1 Woche \| 1 \| Swiss und die Andern \| Erstmal zu Penny \| Die Band um Musiker Swiss erzielt nach bereits drei vorherigen Top-10-Erfolgen das erste Mal die Spitze der deutschen Albumcharts. \| \| 2. Juni 2023 – 8. Juni 2023 1 Woche (insgesamt 2) \| 2 \| Peter Fox \| Love Songs \| Beinahe 15 Jahre nach seinem letzten Studioalbum erreicht der Künstler nach seinem Rekordalbum Stadtaffe (2008) zum zweiten Mal die Spitze der Albumcharts. Nur ein halbes Jahr zuvor erreichte Fox zudem zum ersten Mal Platz eins der Singlecharts. \| \| 9. Juni 2023 – 15. Juni 2023 1 Woche \| 1 \| Silbermond \| Auf Auf \| Mit ihrem siebten Studioalbum gelingt der Band zum vierten Mal der Sprung auf Platz eins der deutschen Albumcharts. \| \| 16. Juni 2023 – 22. Juni 2023 1 Woche \| 1 \| Apache 207 \| Gartenstadt \| Nach dem Rekorderfolg von Komet in den Singlecharts beschert ihm sein drittes Studioalbum seinen zweiten Nummer-eins-Erfolg in den deutschen Albumcharts. \| \| 23. Juni 2023 – 29. Juni 2023 1 Woche \| 1 \| Montez \| Liebe in Gefahr \| Zwei Jahre nach seinem Durchbruch mit Auf & ab erreicht der Künstler mit seinem fünften Studioalbum das erste Mal die Spitze der deutschen Albumcharts. \| \| 30. Juni 2023 – 6. Juli 2023 1 Woche \| 1 \| RAF Camora \| XV \| Auch mit seinem achten Studioalbum schafft es der österreichische Rapper an die Spitze der deutschen Albumcharts und erzielt somit seinen achten Nummer-eins-Erfolg in den Albumcharts, sowie seinen fünften als Solokünstler. \| \| 7. Juli 2023 – 13. Juli 2023 1 Woche \| 1 \| Beatrice Egli \| Balance \| Mit ihrem elften Studioalbum steht die Schweizer Sängerin nach ihrem ersten Nummer-eins-Erfolg mit Alles was du brauchst (2021) zum zweiten Mal an der Spitze der deutschen Albumcharts. \| \| 14. Juli 2023 – 20. Juli 2023 1 Woche \| 1 \| Kollegah \| La Deutsche Vita \| Der Rapper schafft es bereits zum zehnten Mal insgesamt an die Spitze der deutschen Albumcharts, sowie zum sechsten Mal als Solokünstler. \| \| 21. Juli 2023 – 27. Juli 2023 1 Woche (insgesamt 2) \| 2 \| Peter Fox \| Love Songs \| – \| \| 28. Juli 2023 – 3. August 2023 1 Woche \| 1 \| Feuerschwanz \| Fegefeuer \| Die Mittelalterband erreicht nach ihrem ersten Nummer-eins-Erfolg anderthalb Jahre zuvor zum zweiten Mal die Spitze der deutschen Albumcharts. \| \| 4. August 2023 – 10. August 2023 1 Woche \| 1 \| Fury in the Slaughterhouse \| Hope \| Die Band schafft es mit ihrem 16. Studioalbum und nach 37 Jahren Bandgeschichte zum ersten Mal an die Spitze der deutschen Albumcharts. \| \| 11. August 2023 – 17. August 2023 1 Woche \| 1 \| Die Schlagerpiloten \| Rio \| Zwar war die Band in ihrer erst vierjährigen Geschichte bereits sieben Mal in den Top 10 der Charts vertreten, doch erreichen sie erst als Duo zum ersten Mal die Spitze der deutschen Albumcharts. \| \| 18. August 2023 – 24. August 2023 1 Woche \| 1 \| Samy Deluxe \| Hochkultur 2 \| Erst die Fortsetzung seines Werks Hochkultur (2019) beschert dem Rapper nach über zwölf Jahren seinen zweiten Nummer-eins-Erfolg in den deutschen Albumcharts. Die erste Ausgabe der Hochkultur-Reihe erreichte lediglich Platz 24. \| \| 25. August 2023 – 31. August 2023 1 Woche \| 1 \| Madsen \| Hollywood \| Mit ihrer neunten Studioveröffentlichung erreicht die deutsche Indie-Rock-Band zum ersten Mal die Spitze der deutschen Albumcharts. Zuvor konnte sie bereits sieben ihrer vorherigen Studioalben in den Top 10 platzieren. \| \| 1. September 2023 – 7. September 2023 1 Woche \| 1 \| Ayliva \| Schwarzes Herz \| Nur ein Jahr nach ihrem ersten Top-10-Erfolg Weißes Herz und einige Monate nach ihrer ersten Nummer-eins-Platzierung überhaupt erreicht die Popsängerin mit dem Gegenstück Schwarzes Herz zum ersten Mal Platz eins auch in den deutschen Albumcharts. \| \| 8. September 2023 – 14. September 2023 1 Woche \| 1 \| Katja Krasavice \| Ein Herz für Bitches \| Auch mit ihrem vierten Studioalbum erreicht die Sängerin und Rapperin Platz eins der deutschen Albumcharts. Sie konnte sich somit mit jedem ihrer Alben auf Nummer eins platzieren. \| \| 15. September 2023 – 21. September 2023 1 Woche \| 1 \| Olivia Rodrigo \| Guts \| Zwar verfehlte die US-Sängerin mit ihrem Debütalbum Sour noch die Spitze der Charts, erreicht sie mit ihrem Nachfolger nun jedoch ihren ersten Nummer-eins-Erfolg in den deutschen Albumcharts. \| \| 22. September 2023 – 28. September 2023 1 Woche \| 1 \| Twenty4tim \| Phoenix \| Nach bereits drei Nummer-eins-Erfolgen in den Singlecharts erreicht der Sänger schließlich auch mit seinem Debütalbum die Spitze der deutschen Albumcharts. In der Folgewoche fiel das Album aus den Top 100, was zuvor nur Fynn Kliemann mit Pop sowie Michael Bublé mit Christmas passierte. \| \| 29. September 2023 – 5. Oktober 2023 1 Woche \| 1 \| Fantasy \| Das Beste \| Das Schlager-Duo erreicht insgesamt zum siebten Mal die Spitze der deutschen Albumcharts, sowie bereits zum zweiten Mal mit einer Kompilation. Das Beste von Fantasy – Das große Jubiläumsalbum mit allen Hits! konnte sich 2018 schon auf Nummer eins platzieren. \| \| 6. Oktober 2023 – 12. Oktober 2023 1 Woche \| 1 \| Ed Sheeran \| Autumn Variations \| Die Debütveröffentlichung unter seinem eigenen Label Gingerbread Man Records erreicht ebenso wie vier seiner sechs vorherigen Studioalben auf Anhieb die Spitze der deutschen Albumcharts. Nach − steht er damit im Jahr 2023 bereits zum zweiten Mal auf Platz eins. \| \| 13. Oktober 2023 – 19. Oktober 2023 1 Woche \| 1 \| Santiano \| Doggerland \| Die Band steht bereits zum achten Mal auf Platz eins der deutschen Albumcharts. Somit erreichten sie mit jeder ihrer Veröffentlichungen die Spitze der Albumcharts. \| \| 20. Oktober 2023 – 26. Oktober 2023 1 Woche \| 1 \| Ski Aggu \| Denk mal drüber nach… \| Nachdem der Künstler bereits im Juli 2023 seinen ersten Nummer-eins-Erfolg in den Singlecharts mit Friesenjung erreichte, steht er nun mit seinem zweiten Studioalbum das erste Mal an der Spitze der deutschen Albumcharts. \| \| 27. Oktober 2023 – 2. November 2023 1 Woche (insgesamt 3) \| 3 \| The Rolling Stones \| Hackney Diamonds \| Das erste Studioalbum der Band mit originalem Liedmaterial seit A Bigger Bang (2005) erreicht auf Anhieb die Spitze der deutschen Albumcharts. Für die Stones ist es das bereits elfte Nummer-eins-Album. \| \| 3. November 2023 – 9. November 2023 1 Woche \| 1 \| Taylor Swift \| 1989 (Taylor’s Version) \| Während das ursprüngliche Werk im Oktober 2014 bereits den Einstieg auf Platz vier der deutschen Charts schaffte, erreicht die Wiederveröffentlichung im Zuge der Taylor’s-Version-Reihe neun Jahre später schließlich die Spitze der deutschen Albumcharts. Bis zu dieser Woche wurden die Neueinspielungen zu den ursprünglichen Alben addiert. \| \| 10. November 2023 – 16. November 2023 1 Woche \| 1 \| 01099 \| Blaue Stunden \| Mit ihrem dritten Studioalbum erreicht die Hip-Hop-Gruppe nach bereits zahlreichen Charterfolgen in den Singlecharts zum ersten Mal den Sprung auf Platz eins der deutschen Albumcharts. \| \| 17. November 2023 – 23. November 2023 1 Woche \| 1 \| Kontra K \| Die Hoffnung klaut mir niemand \| Auch das zwölfte Studioalbum des Rappers kann sich auf Anhieb auf Platz eins der deutschen Albumcharts platzieren. Insgesamt ist es für ihn die achte Nummer-eins-Platzierung. \| \| 24. November 2023 – 30. November 2023 1 Woche \| 1 \| Andrea Berg \| Weihnacht \| Nachdem sich Dezember Nacht 2007 bereits in den Top 10 der Charts platzieren konnte, erreicht die Schlagersängerin nun das erste Mal mit einem Weihnachtsalbum die Spitze der deutschen Albumcharts. Insgesamt ist es für sie bereits das 13. Mal auf Platz eins. \| \| 1. Dezember 2023 – 7. Dezember 2023 1 Woche \| 1 \| Casper \| Nur Liebe, immer. \| Wie bereits seine fünf vorherigen Alben kann sich auch das sechste Studioalbum des Rappers auf Platz eins der deutschen Albumcharts positionieren. Insgesamt erzielt er sein sechstes Nummer-eins-Album. \| \| 8. Dezember 2023 – 14. Dezember 2023 1 Woche \| 1 \| Wincent Weiss \| Wincents Weisse Weihnachten \| Mit seinem ersten Weihnachtsalbum erreicht der Popmusiker auf Anhieb die Spitze der deutschen Albumcharts, im Kalenderjahr 2023 ist es somit bereits das dritte Weihnachtsalbum auf Platz eins. Nach Vielleicht irgendwann (2021) erzielt Weiss sein zweites Nummer-eins-Album. \| \| 15. Dezember 2023 – 28. Dezember 2023 2 Wochen (insgesamt 3) \| 3 \| The Rolling Stones \| Hackney Diamonds \| – \| \| 29. Dezember 2023 – 4. Januar 2024 1 Woche (insgesamt 5) \| 5 \| Michael Bublé \| Christmas \| – \| |                                            |                                            |                                            | |
| ← 2022 |                                            |                                            |                                            | → 2024 → |
| Zeitraum | Wo. ges.                                   | Interpret                                  | Titel                                      | Zusätzliche Informationen |
| (Zeitraum, Wochen auf Platz eins, Interpret, Titel, zusätzliche Informationen) |                                            |                                            |                                            | |
| 30. Dezember 2022 – 5. Januar 2023 1 Woche (insgesamt 5) | 5                                          | Michael Bublé                              | Christmas                                  | – |
| 6. Januar 2023 – 12. Januar 2023 1 Woche | 1                                          | Lord of the Lost                           | Blood & Glitter                            | Mit ihrem zehnten Studioalbum erreicht die Dark-Rock-Band zum ersten Mal die Spitze der deutschen Albumcharts. |
| 13. Januar 2023 – 19. Januar 2023 1 Woche | 1                                          | Daniela Alfinito                           | Frei und grenzenlos                        | Ihr zwölftes Studioalbum steigt direkt an die Spitze der deutschen Albumcharts. Die Sängerin erreicht damit zum fünften Mal hintereinander sowie insgesamt Platz eins. |
| 20. Januar 2023 – 26. Januar 2023 1 Woche | 1                                          | Fantasy                                    | Mitten im Feuer                            | Das Schlager-Duo positioniert sich bereits zum sechsten Mal an der Spitze der deutschen Albumcharts. |
| 27. Januar 2023 – 2. Februar 2023 1 Woche | 1                                          | Die Amigos                                 | Best Of                                    | Bereits das 15. Mal besteigen die beiden Schlagermusiker die Spitze der deutschen Albumcharts, jedoch erst zum zweiten Mal mit einer Kompilation. |
| 3. Februar 2023 – 9. Februar 2023 1 Woche | 1                                          | Mono Inc.                                  | Ravenblack                                 | Die deutsche Dark-Rock-Band steht zum zweiten Mal an der Spitze der deutschen Albumcharts. |
| 10. Februar 2023 – 16. Februar 2023 1 Woche | 1                                          | Donots                                     | Heut ist ein guter Tag                     | Nach fast 30 Jahren Bandbestehen feiert die Band mit ihrem zwölften Studioalbum ihren ersten Nummer-eins-Erfolg in den deutschen Albumcharts. |
| 17. Februar 2023 – 23. Februar 2023 1 Woche | 1                                          | In Flames                                  | Foregone                                   | Die schwedische Metal-Band erzielt nach Sounds of a Playground Fading (2011) ihr zweites Nummer-eins-Album. |
| 24. Februar 2023 – 2. März 2023 1 Woche | 1                                          | Pink                                       | Trustfall                                  | Die neunte Studioveröffentlichung der US-amerikanischen Sängerin ist zugleich ihr drittes Album, das es an die Spitze der deutschen Charts schafft. Zudem gelangte sie mit drei weiteren Alben jeweils bis auf Platz zwei. |
| 3. März 2023 – 9. März 2023 1 Woche | 1                                          | Nina Chuba                                 | Glas                                       | Gleich mit ihrem ersten Studioalbum steigt die Newcomerin auf Platz eins der deutschen Albumcharts ein. |
| 10. März 2023 – 16. März 2023 1 Woche | 1                                          | AnnenMayKantereit                          | Es ist Abend und wir sitzen bei mir        | Nachdem die Band mit ihren beiden vorherigen Alben die Spitzenposition verfehlte, erreicht das vierte Studioalbum wieder Rang eins in den deutschen Albumcharts. Für das Trio ist es die zweite Nummer-eins-Platzierung. |
| 17. März 2023 – 23. März 2023 1 Woche | 1                                          | Schiller                                   | Illuminate                                 | Das Musikprojekt um Christopher von Deylen erzielt bereits sein neuntes Nummer-eins-Album in den deutschen Albumcharts. |
| 24. März 2023 – 30. März 2023 1 Woche | 1                                          | U2                                         | Songs of Surrender                         | Die irische Rockband erzielt mit einer Wiederaufnahme ihrer alten Songs zum neunten Mal die Spitze der deutschen Albumcharts. |
| 31. März 2023 – 13. April 2023 2 Wochen | 2                                          | Depeche Mode                               | Memento Mori                               | Die erste Veröffentlichung seit dem Tod von Gründungsmitglied und Keyboarder Andy Fletcher beschert der Band die bereits zwölfte Nummer-eins-Platzierung in den deutschen Albumcharts. |
| 14. April 2023 – 20. April 2023 1 Woche (insgesamt 3) | 3                                          | Linkin Park                                | Meteora                                    | Im Zuge des 20-jährigen Jubiläums ihres zweiten Studioalbums erreicht Linkin Park mit einer Wiederveröffentlichung des Werks erneut die Spitze der deutschen Albumcharts. Exakt 20 Jahre zuvor konnte es sich bereits zwei Wochen auf Platz eins positionieren.                                                                                   |
| 21. April 2023 – 27. April 2023 1 Woche | 1                                          | Metallica                                  | 72 Seasons                                 | Mit ihrem ersten Studioalbum in sieben Jahren steht die Band insgesamt zum zehnten Mal auf Position eins der deutschen Albumcharts sowie bereits zum siebten Mal in Folge. |
| 28. April 2023 – 4. Mai 2023 1 Woche | 1                                          | Finch                                      | Dorfdisko zwei                             | Mit seiner zweiten Veröffentlichung als Finch und seinem vierten Studioalbum insgesamt schafft es der Rapper zum zweiten Mal an die Spitze der deutschen Albumcharts. Der erste Teil der Dorfdisko-Reihe erreichte im Jahr 2019 Platz zwei. |
| 5. Mai 2023 – 11. Mai 2023 1 Woche | 1                                          | Bonez MC & Gzuz                            | High & hungrig 3                           | Auch die dritte Veröffentlichung der High-&-hungrig-Reihe schafft es bis an die Spitze der deutschen Albumcharts. Zuvor erreichte bereits 2016 Teil zwei die Spitzenposition sowie der erste Teil 2014 Platz neun. |
| 12. Mai 2023 – 18. Mai 2023 1 Woche | 1                                          | Ed Sheeran                                 | −                                          | Nachdem bereits drei seiner Studioveröffentlichungen die Chartspitze erklimmen konnten, erreicht auch das fünfte und letzte Werk der Reihe an Studioalben mit mathematischen Zeichen die Spitze der deutschen Albumcharts. |
| 19. Mai 2023 – 25. Mai 2023 1 Woche | 1                                          | Reezy                                      | Mr. Misunderstood                          | Nachdem sich der Rapper und Produzent bereits mit all seinen vorherigen Werken jedes Mal charttechnisch verbessern konnte, schafft er es schließlich mit seinem vierten Studioalbum auf Platz eins der deutschen Albumcharts. Damit steht er zum ersten Mal überhaupt auf Platz eins in Deutschland.                                              |
| 26. Mai 2023 – 1. Juni 2023 1 Woche | 1                                          | Swiss und die Andern                       | Erstmal zu Penny                           | Die Band um Musiker Swiss erzielt nach bereits drei vorherigen Top-10-Erfolgen das erste Mal die Spitze der deutschen Albumcharts. |
| 2. Juni 2023 – 8. Juni 2023 1 Woche (insgesamt 2) | 2                                          | Peter Fox                                  | Love Songs                                 | Beinahe 15 Jahre nach seinem letzten Studioalbum erreicht der Künstler nach seinem Rekordalbum Stadtaffe (2008) zum zweiten Mal die Spitze der Albumcharts. Nur ein halbes Jahr zuvor erreichte Fox zudem zum ersten Mal Platz eins der Singlecharts.                                                                                             |
| 9. Juni 2023 – 15. Juni 2023 1 Woche | 1                                          | Silbermond                                 | Auf Auf                                    | Mit ihrem siebten Studioalbum gelingt der Band zum vierten Mal der Sprung auf Platz eins der deutschen Albumcharts. |
| 16. Juni 2023 – 22. Juni 2023 1 Woche | 1                                          | Apache 207                                 | Gartenstadt                                | Nach dem Rekorderfolg von Komet in den Singlecharts beschert ihm sein drittes Studioalbum seinen zweiten Nummer-eins-Erfolg in den deutschen Albumcharts. |
| 23. Juni 2023 – 29. Juni 2023 1 Woche | 1                                          | Montez                                     | Liebe in Gefahr                            | Zwei Jahre nach seinem Durchbruch mit Auf & ab erreicht der Künstler mit seinem fünften Studioalbum das erste Mal die Spitze der deutschen Albumcharts. |
| 30. Juni 2023 – 6. Juli 2023 1 Woche | 1                                          | RAF Camora                                 | XV                                         | Auch mit seinem achten Studioalbum schafft es der österreichische Rapper an die Spitze der deutschen Albumcharts und erzielt somit seinen achten Nummer-eins-Erfolg in den Albumcharts, sowie seinen fünften als Solokünstler. |
| 7. Juli 2023 – 13. Juli 2023 1 Woche | 1                                          | Beatrice Egli                              | Balance                                    | Mit ihrem elften Studioalbum steht die Schweizer Sängerin nach ihrem ersten Nummer-eins-Erfolg mit Alles was du brauchst (2021) zum zweiten Mal an der Spitze der deutschen Albumcharts. |
| 14. Juli 2023 – 20. Juli 2023 1 Woche | 1                                          | Kollegah                                   | La Deutsche Vita                           | Der Rapper schafft es bereits zum zehnten Mal insgesamt an die Spitze der deutschen Albumcharts, sowie zum sechsten Mal als Solokünstler. |
| 21. Juli 2023 – 27. Juli 2023 1 Woche (insgesamt 2) | 2                                          | Peter Fox                                  | Love Songs                                 | – |
| 28. Juli 2023 – 3. August 2023 1 Woche | 1                                          | Feuerschwanz                               | Fegefeuer                                  | Die Mittelalterband erreicht nach ihrem ersten Nummer-eins-Erfolg anderthalb Jahre zuvor zum zweiten Mal die Spitze der deutschen Albumcharts. |
| 4. August 2023 – 10. August 2023 1 Woche | 1                                          | Fury in the Slaughterhouse                 | Hope                                       | Die Band schafft es mit ihrem 16. Studioalbum und nach 37 Jahren Bandgeschichte zum ersten Mal an die Spitze der deutschen Albumcharts. |
| 11. August 2023 – 17. August 2023 1 Woche | 1                                          | Die Schlagerpiloten                        | Rio                                        | Zwar war die Band in ihrer erst vierjährigen Geschichte bereits sieben Mal in den Top 10 der Charts vertreten, doch erreichen sie erst als Duo zum ersten Mal die Spitze der deutschen Albumcharts. |
| 18. August 2023 – 24. August 2023 1 Woche | 1                                          | Samy Deluxe                                | Hochkultur 2                               | Erst die Fortsetzung seines Werks Hochkultur (2019) beschert dem Rapper nach über zwölf Jahren seinen zweiten Nummer-eins-Erfolg in den deutschen Albumcharts. Die erste Ausgabe der Hochkultur-Reihe erreichte lediglich Platz 24. |
| 25. August 2023 – 31. August 2023 1 Woche | 1                                          | Madsen                                     | Hollywood                                  | Mit ihrer neunten Studioveröffentlichung erreicht die deutsche Indie-Rock-Band zum ersten Mal die Spitze der deutschen Albumcharts. Zuvor konnte sie bereits sieben ihrer vorherigen Studioalben in den Top 10 platzieren. |
| 1. September 2023 – 7. September 2023 1 Woche | 1                                          | Ayliva                                     | Schwarzes Herz                             | Nur ein Jahr nach ihrem ersten Top-10-Erfolg Weißes Herz und einige Monate nach ihrer ersten Nummer-eins-Platzierung überhaupt erreicht die Popsängerin mit dem Gegenstück Schwarzes Herz zum ersten Mal Platz eins auch in den deutschen Albumcharts.                                                                                            |
| 8. September 2023 – 14. September 2023 1 Woche | 1                                          | Katja Krasavice                            | Ein Herz für Bitches                       | Auch mit ihrem vierten Studioalbum erreicht die Sängerin und Rapperin Platz eins der deutschen Albumcharts. Sie konnte sich somit mit jedem ihrer Alben auf Nummer eins platzieren. |
| 15. September 2023 – 21. September 2023 1 Woche | 1                                          | Olivia Rodrigo                             | Guts                                       | Zwar verfehlte die US-Sängerin mit ihrem Debütalbum Sour noch die Spitze der Charts, erreicht sie mit ihrem Nachfolger nun jedoch ihren ersten Nummer-eins-Erfolg in den deutschen Albumcharts. |
| 22. September 2023 – 28. September 2023 1 Woche | 1                                          | Twenty4tim                                 | Phoenix                                    | Nach bereits drei Nummer-eins-Erfolgen in den Singlecharts erreicht der Sänger schließlich auch mit seinem Debütalbum die Spitze der deutschen Albumcharts. In der Folgewoche fiel das Album aus den Top 100, was zuvor nur Fynn Kliemann mit Pop sowie Michael Bublé mit Christmas passierte.                                                    |
| 29. September 2023 – 5. Oktober 2023 1 Woche | 1                                          | Fantasy                                    | Das Beste                                  | Das Schlager-Duo erreicht insgesamt zum siebten Mal die Spitze der deutschen Albumcharts, sowie bereits zum zweiten Mal mit einer Kompilation. Das Beste von Fantasy – Das große Jubiläumsalbum mit allen Hits! konnte sich 2018 schon auf Nummer eins platzieren.                                                                                |
| 6. Oktober 2023 – 12. Oktober 2023 1 Woche | 1                                          | Ed Sheeran                                 | Autumn Variations                          | Die Debütveröffentlichung unter seinem eigenen Label Gingerbread Man Records erreicht ebenso wie vier seiner sechs vorherigen Studioalben auf Anhieb die Spitze der deutschen Albumcharts. Nach − steht er damit im Jahr 2023 bereits zum zweiten Mal auf Platz eins.                                                                             |
| 13. Oktober 2023 – 19. Oktober 2023 1 Woche | 1                                          | Santiano                                   | Doggerland                                 | Die Band steht bereits zum achten Mal auf Platz eins der deutschen Albumcharts. Somit erreichten sie mit jeder ihrer Veröffentlichungen die Spitze der Albumcharts. |
| 20. Oktober 2023 – 26. Oktober 2023 1 Woche | 1                                          | Ski Aggu                                   | Denk mal drüber nach…                      | Nachdem der Künstler bereits im Juli 2023 seinen ersten Nummer-eins-Erfolg in den Singlecharts mit Friesenjung erreichte, steht er nun mit seinem zweiten Studioalbum das erste Mal an der Spitze der deutschen Albumcharts. |
| 27. Oktober 2023 – 2. November 2023 1 Woche (insgesamt 3) | 3                                          | The Rolling Stones                         | Hackney Diamonds                           | Das erste Studioalbum der Band mit originalem Liedmaterial seit A Bigger Bang (2005) erreicht auf Anhieb die Spitze der deutschen Albumcharts. Für die Stones ist es das bereits elfte Nummer-eins-Album. |
| 3. November 2023 – 9. November 2023 1 Woche | 1                                          | Taylor Swift                               | 1989 (Taylor’s Version)                    | Während das ursprüngliche Werk im Oktober 2014 bereits den Einstieg auf Platz vier der deutschen Charts schaffte, erreicht die Wiederveröffentlichung im Zuge der Taylor’s-Version-Reihe neun Jahre später schließlich die Spitze der deutschen Albumcharts. Bis zu dieser Woche wurden die Neueinspielungen zu den ursprünglichen Alben addiert. |
| 10. November 2023 – 16. November 2023 1 Woche | 1                                          | 01099                                      | Blaue Stunden                              | Mit ihrem dritten Studioalbum erreicht die Hip-Hop-Gruppe nach bereits zahlreichen Charterfolgen in den Singlecharts zum ersten Mal den Sprung auf Platz eins der deutschen Albumcharts. |
| 17. November 2023 – 23. November 2023 1 Woche | 1                                          | Kontra K                                   | Die Hoffnung klaut mir niemand             | Auch das zwölfte Studioalbum des Rappers kann sich auf Anhieb auf Platz eins der deutschen Albumcharts platzieren. Insgesamt ist es für ihn die achte Nummer-eins-Platzierung. |
| 24. November 2023 – 30. November 2023 1 Woche | 1                                          | Andrea Berg                                | Weihnacht                                  | Nachdem sich Dezember Nacht 2007 bereits in den Top 10 der Charts platzieren konnte, erreicht die Schlagersängerin nun das erste Mal mit einem Weihnachtsalbum die Spitze der deutschen Albumcharts. Insgesamt ist es für sie bereits das 13. Mal auf Platz eins.                                                                                 |
| 1. Dezember 2023 – 7. Dezember 2023 1 Woche | 1                                          | Casper                                     | Nur Liebe, immer.                          | Wie bereits seine fünf vorherigen Alben kann sich auch das sechste Studioalbum des Rappers auf Platz eins der deutschen Albumcharts positionieren. Insgesamt erzielt er sein sechstes Nummer-eins-Album. |
| 8. Dezember 2023 – 14. Dezember 2023 1 Woche | 1                                          | Wincent Weiss                              | Wincents Weisse Weihnachten                | Mit seinem ersten Weihnachtsalbum erreicht der Popmusiker auf Anhieb die Spitze der deutschen Albumcharts, im Kalenderjahr 2023 ist es somit bereits das dritte Weihnachtsalbum auf Platz eins. Nach Vielleicht irgendwann (2021) erzielt Weiss sein zweites Nummer-eins-Album.                                                                   |
| 15. Dezember 2023 – 28. Dezember 2023 2 Wochen (insgesamt 3) | 3                                          | The Rolling Stones                         | Hackney Diamonds                           | – |
| 29. Dezember 2023 – 4. Januar 2024 1 Woche (insgesamt 5) | 5                                          | Michael Bublé                              | Christmas                                  | – |

## Jahreshitparaden
| ← 2022 ← | Liste der Jahres-Nummer-eins-Hits in Deutschland | Liste der Jahres-Nummer-eins-Hits in Deutschland | Liste der Jahres-Nummer-eins-Hits in Deutschland | 2024 →   |
| \| Singles \| Position# \| Alben \| \| ------------------------------------------------------------------------------------------------------------------------------------------------------------------------------------------------ \| --------- \| --------------------------------------- \| \| Komet Udo Lindenberg & Apache 207 Christopher Brenner, Udo Lindenberg, Lennard Oestmann, Aris Pehlivanian, Marco Tscheschlok, Volkan Yaman \| 1 \| Hackney Diamonds The Rolling Stones \| \| Flowers Miley Cyrus Miley Ray Cyrus, Gregory Aldae Hein, Michael Pollack \| 2 \| Memento Mori Depeche Mode \| \| Sie weiß Ayliva feat. Mero Elif Akar, Mehmet Erdem Eroglue, Samuele Frijo, Kai Kotucz, Thomas Riese, Enes Meral \| 3 \| 72 Seasons Metallica \| \| Wildberry Lillet Nina Chuba Wanja Bierbaum, Justin Fröhlich, Yannick Johannknecht, Nina Katrin Kaiser \| 4 \| Gartenstadt Apache 207 \| \| I’m Good (Blue) David Guetta & Bebe Rexha Bleta Rexha, Pierre David Guetta, Camille Angelina Purcell, Massimo Gabutti, Maurizio Lobina, Gianfranco Randone, Philip John Plested \| 5 \| 1989 (Taylor’s Version) Taylor Swift \| \| Zukunft Pink Peter Fox feat. Inéz Pierre Baigorry, David Conen, Torsten Schroth, Vincent Graf von Schlippenbach \| 6 \| Das ist los Herbert Grönemeyer \| \| Nachts wach Makko & Miksu/Macloud Joshua Allery, Timothy Auld, Laurin Auth, Christoph Makowski, Matthäus Mendo Campoverde, Jonas Michel, Dominik Patrzek, Christopher Plowman, Benedikt Schöller \| 7 \| Schwarzes Herz Ayliva \| \| 9 bis 9 Sira feat. Bausa & Badchieff Shivan Darouiche, Leon Kirschnek, Julian Otto, Aris Apkar Aram Pehlivanian \| 8 \| Glas Nina Chuba \| \| Tabu Yung Yury \| 9 \| Midnights Taylor Swift \| \| Another Love Tom Odell \| 10 \| Die Hoffnung klaut mir niemand Kontra K \| |                                                  |                                                  |                                                  |          |
| ← 2022 |                                                  |                                                  |                                                  | → 2024 → |
| Singles | Position#                                        | Alben                                            |                                                  |          |
| Komet Udo Lindenberg & Apache 207 Christopher Brenner, Udo Lindenberg, Lennard Oestmann, Aris Pehlivanian, Marco Tscheschlok, Volkan Yaman | 1                                                | Hackney Diamonds The Rolling Stones              |                                                  |          |
| Flowers Miley Cyrus Miley Ray Cyrus, Gregory Aldae Hein, Michael Pollack | 2                                                | Memento Mori Depeche Mode                        |                                                  |          |
| Sie weiß Ayliva feat. Mero Elif Akar, Mehmet Erdem Eroglue, Samuele Frijo, Kai Kotucz, Thomas Riese, Enes Meral | 3                                                | 72 Seasons Metallica                             |                                                  |          |
| Wildberry Lillet Nina Chuba Wanja Bierbaum, Justin Fröhlich, Yannick Johannknecht, Nina Katrin Kaiser | 4                                                | Gartenstadt Apache 207                           |                                                  |          |
| I’m Good (Blue) David Guetta & Bebe Rexha Bleta Rexha, Pierre David Guetta, Camille Angelina Purcell, Massimo Gabutti, Maurizio Lobina, Gianfranco Randone, Philip John Plested | 5                                                | 1989 (Taylor’s Version) Taylor Swift             |                                                  |          |
| Zukunft Pink Peter Fox feat. Inéz Pierre Baigorry, David Conen, Torsten Schroth, Vincent Graf von Schlippenbach | 6                                                | Das ist los Herbert Grönemeyer                   |                                                  |          |
| Nachts wach Makko & Miksu/Macloud Joshua Allery, Timothy Auld, Laurin Auth, Christoph Makowski, Matthäus Mendo Campoverde, Jonas Michel, Dominik Patrzek, Christopher Plowman, Benedikt Schöller | 7                                                | Schwarzes Herz Ayliva                            |                                                  |          |
| 9 bis 9 Sira feat. Bausa & Badchieff Shivan Darouiche, Leon Kirschnek, Julian Otto, Aris Apkar Aram Pehlivanian | 8                                                | Glas Nina Chuba                                  |                                                  |          |
| Tabu Yung Yury | 9                                                | Midnights Taylor Swift                           |                                                  |          |
| Another Love Tom Odell | 10                                               | Die Hoffnung klaut mir niemand Kontra K          |                                                  |          |